# 克里斯瑪·韓福瑞
崔佛·克里斯瑪·韓福瑞，QC（英語：Travers Christmas Humphreys，1901年2月15日—1983年4月13日），英國大律師，後來成為奧卑利的法官。也是一位莎士比亞專家。他是英國最早皈依並推廣佛教的人士，曾經編著數本大乘佛教書籍。1924年，他在英國倫敦建立英國佛教協會（Buddhist Society）。

## 生平
他的父親名為崔佛·韓福瑞（Travers Humphreys），是一名英國大律師。
中學就讀莫爾文學校，他最早熱中於神智學，之後成為佛教信徒。